# Sơn A
Sơn A là một xã thuộc thị xã Nghĩa Lộ, tỉnh Yên Bái, Việt Nam.

## Địa lý
Xã Sơn A nằm ở phía bắc thị xã Nghĩa Lộ, có vị trí địa lý:
- Phía đông giáp các xã Nghĩa Lợi, Phù Nham và huyện Văn Chấn
- Phía tây và phía bắc giáp huyện Văn Chấn
- Phía nam giáp xã Nghĩa Phúc.

Xã có diện tích 8,64 km², dân số năm 2019 là 4.688 người, mật độ dân số đạt 543 người/km².
Trên địa bàn xã có ngòi Thia, một phụ lưu cấp 1 của sông Hồng chảy qua.

## Lịch sử
Trước đây, xã Sơn A thuộc huyện Văn Chấn.
Ngày 10 tháng 1 năm 2020, Ủy ban Thường vụ Quốc hội ban hành Nghị quyết số 871/NQ-UBTVQH14 về việc sắp xếp các đơn vị hành chính cấp huyện, cấp xã thuộc tỉnh Yên Bái (nghị quyết có hiệu lực từ ngày 1 tháng 2 năm 2020). Theo đó, chuyển toàn bộ diện tích và dân số của xã Sơn A về thị xã Nghĩa Lộ.